# Судинні рослини Чорногори
Список видів та підвидів рослин Чорногірського масиву Українських Карпат
| Українська назва             | Латинська назва                                             | Фото |
| ---------------------------- | ----------------------------------------------------------- | ---- |
| Цибуля переможна             | Allium victoriális                                          |      |
| Ситник трироздільний         | Juncus trifidus L.                                          |      |
| Сухоцвіт норвезький          | Gnaphalium norvegicum Gunn.                                 |      |
| Дзвоники скупчені            | Campanula glomerata L.                                      |      |
| Дзвоники ріпакоподібні       | Campanula serrata (Kit.) Hendrych                           |      |
| Дзвоники розлогі ялицеві     | Campanula patula subsp. abietina (Griseb.) Simonkai         |      |
| Дзвоники альпійські          | Campanula alpina                                            |      |
| Дзвоники круглолисті мінливі | Campanula rotundifolia L. subsp. polymorpha (Witasek) Tacik |      |
| Шолудивник Гакетта           | Pedicularis hacquetii Graf                                  |      |
| Траунштейнера куляста        | Traunsteinéra globósa                                       |      |
| Пальчатокорінник серценосний | Dactylorhiza cordigera (Fries) Soo                          |      |
| Псевдорхіс білуватий         | Leucorchis albida                                           |      |
| Билинець комариний           | Gymnadenia conopsea                                         |      |
| Осока чорнувата              | Carex atrata                                                |      |
| Осока вічнозелена            | Carex sempervirens                                          |      |
| Осока зігнута                | Carex curvula                                               |      |
| Наскельниця лежача           | Loiseleuria procumbens                                      |      |
| Приворотень туркульський     | Alchemilla turkulensis                                      |      |
| Приворотень віяловий         | Alchemilla flabellata                                       |      |
| Жовтець платанолистий        | Ranunculus platanifolius                                    |      |
| Жовтець татранський          | Ranunculus thora                                            |      |
| Жовтець карпатський          | Ranunculus carpaticus                                       |      |
| Жовтець шерстистий           | Ranunculus lanuginosus                                      |      |